# T-48 MPATS
El T-48TS fue un proyecto de aeronave de la Armada de los Estados Unidos, destinado a reemplazar al T-39 Sabreliner como parte del Sistema de Entrenamiento de Aeronaves Multiplaza (MPATS) del Oficial de Vuelo Militar No Graduado (UMFO).
Planeado por el Mando Naval de Sistemas Aéreos (NAVAIR), el Sistema de Entrenamiento T-48 (T-48TS) fue planeado para que constase de avión, radar, un sistema de entrenamiento basado en tierra y plan de estudios, y apoyo del ciclo de vida, inicialmente por un periodo de dos años. Solicitadas propuestas en 2003, en 2004 el programa fue aplazado para su posterior estudio.
El T-48TS no debe ser confundido con el anterior Cessna T-48, siendo este un raro caso de designación reutilizada en el sistema estadounidense.

## Operadores
Estados Unidos
- Armada de los Estados Unidos (previsto)

### Secuencias de designación
- Secuencia T-_ (Entrenadores estadounidenses, 1948-presente): ← T-46 - T-47 - T-48 (I) - T-48 (II) - CT-49 - T-50 - T-51 →

### Listas relacionadas
- Anexo:Aeronaves de la Fuerza Aérea de los Estados Unidos (históricas y actuales)